# Nokia 5130 Xpress Music
Nokia 5130 XpressMusic este un telefon mobil care face parte din seria XpressMusic. Fabricat în România s-a vândut în peste 65 de milioane de unități.

## Caracteristici
Ecranul este LCD are 2 inch cu rezoluția de 240 x 320 pixeli.
Camera este de 2 megapixeli fără blitz și focalizare automată, un radio FM, cronometru, ceas cu alarmă, memento-uri, calculator, calendar și note.
Difuzorul se află în partea de jos în spate. Camera este în spate în partea de sus. Are o mufă audio de 3.5 mm și portul USB sunt sus, iar tastele dedicate muzicii sunt lateral.
Are un port micro-USB standard, dar încărcarea telefonului se face prin conectorului proprietar Nokia.